# Tad
Tad es una banda de grunge originaria de Seattle, Washington, EE. UU., siendo una de las precursoras en el género ayudando a conformar el posterior sonido de Seattle desde una perspectiva cercana al heavy metal de los '70.

## Historia
La banda fue fundada por Tad Doyle, de nombre real Thomas Doyle, como vocalista y guitarrista (anteriormente había estado trabajando en una carnicería) en 1988. A él se unieron el bajista Kurt Danielson (también miembro fundador), el batería Steve Wied (ex-Skin Yard) y el guitarrista Gary Thorstensen para conformar la alineación original. Doyle había sido anteriormente guitarrista en bandas como Bundle of Hiss o H-Hour.
Al poco de completar su formación, Tad firmó un contrato con el sello Sub Pop, compañía pionera en la comercialización del grunge, para editar el disco debut God's Balls a comienzos de 1989, producido por Jack Endino. Un año después publicarían su primer EP, titulado Salt Lick, gracias al cual consiguen ser teloneros de Nirvana, aún en periodo de expansión de oyentes. Después de la gira con ellos, Tad regresa a Seattle para grabar y editar su segundo LP, que saldría a la luz en 1991 bajo el nombre de 8-Way Santa. El álbum fue producido por Butch Vig, quien por aquel entonces se encontraba dando los toques finales a Nevermind de Nirvana, y poseía canciones más orientadas hacia el pop, alejándose de las raíces basadas en el heavy setentero. Dicho disco contiene el tema más conocido y aclamado de la banda, Jack Pepsi, por el cual la conocida marca de refrescos interpuso una demanda judicial debido al diseño de la portada del sencillo, en el que se mostraba una lata de Pepsi con el logotipo de Tad. Después de una corta aparición en la película Singles, el grupo obtiene una oferta de contrato en el sello Giant Records, en el que la banda editaría en disco Inhaler, no sin antes haber sufrido cambios en su formación: Steve Wied deja la banda, y en sustitución entra Rey Washam primero y Josh Sinder después, quien grabaría Inhaler. Este disco fue el más exitoso comercial y críticamente hablando, llegando a abrir para Soundgarden en su multitudinaria gira Superunknown. Sin embargo, Giant Records suspende el contrato a la banda después de ver un póster promocional de Inhaler en el que aparecía Bill Clinton fumando hierba.
Para intentar arreglar el polémico desaguisado, Tad consigue un contrato en Futurist Records para editar un disco en directo titulado Live Alien Broadcasts. Después de la edición del disco, el grupo consigue pasarse a la compañía East-West Records, subsidiaria de Elektra Records, para publicar allí su quinto disco, Infrared Riding Hood. El álbum apenas consiguió alguna venta debido a la escasa promoción del trabajo por parte del sello. Después de la edición del disco, la banda gira por los EE. UU. durante algo menos de un año, hasta que Josh Sinder decide dejar la formación para comenzar su propio proyecto, Hot Rod Lunatics. Como sustituto se introdujo Mike Mongrain, proveniente del grupo Foil, quien estuvo en la banda hasta su desaparición en 1999.
Después de la ruptura de Tad, Doyle forma el grupo Hog Molly, el cual no tuvo mucha resonancia, grabando un único disco titulado Kung-Fu Cocktail Grip. Actualmente se encuentra en el grupo Hoof, que no ha grabado aún ningún disco. Por su parte, Kurt Danielson se une a VALIS, banda formada por miembros de Screaming Trees y Mudhoney. Después de su marcha de Tad y de cancelar el proyecto Hot Rod Lunatics, Josh Sinder se une primero a The Insurgence y después a Hellbound for Glory, grupo en el que milita en la actualidad.
A comienzos de 2008 se publicó 'Busted Circuits and Ringing Ears', un documental sobre la carrera del grupo.

## Miembros
- Tad Doyle - Voz y guitarra
- Kurt Danielson - Bajo
- Gary Thorstensen - Guitarra (1988-1994)
- Steve Wied - Batería (1988-1991)
- Rey Washam - Batería (1991-1992)
- Josh Sinder - Batería (1992-1996)
- Mike Mongrain - Batería (1996-1999)

## Discografía

### Álbumes
- God's Balls (Sub Pop, 1989).
- Salt Lick (Sub Pop, 1990).
- 8-Way Santa (Sub Pop, 1991).
- Inhaler (Giant Records (1990)/Warner Bros. Records, 1993).
- Live Alien Broadcasts (Futurist Records, 1994).
- Infrared Riding Hood (EastWest/Elektra Records, 1995).
- Crossing Shadows of Two Suns (2025).

### EP
- Salt Lick (Sub Pop, 1990)

- Datos: Q912127